# Cleveland Barons

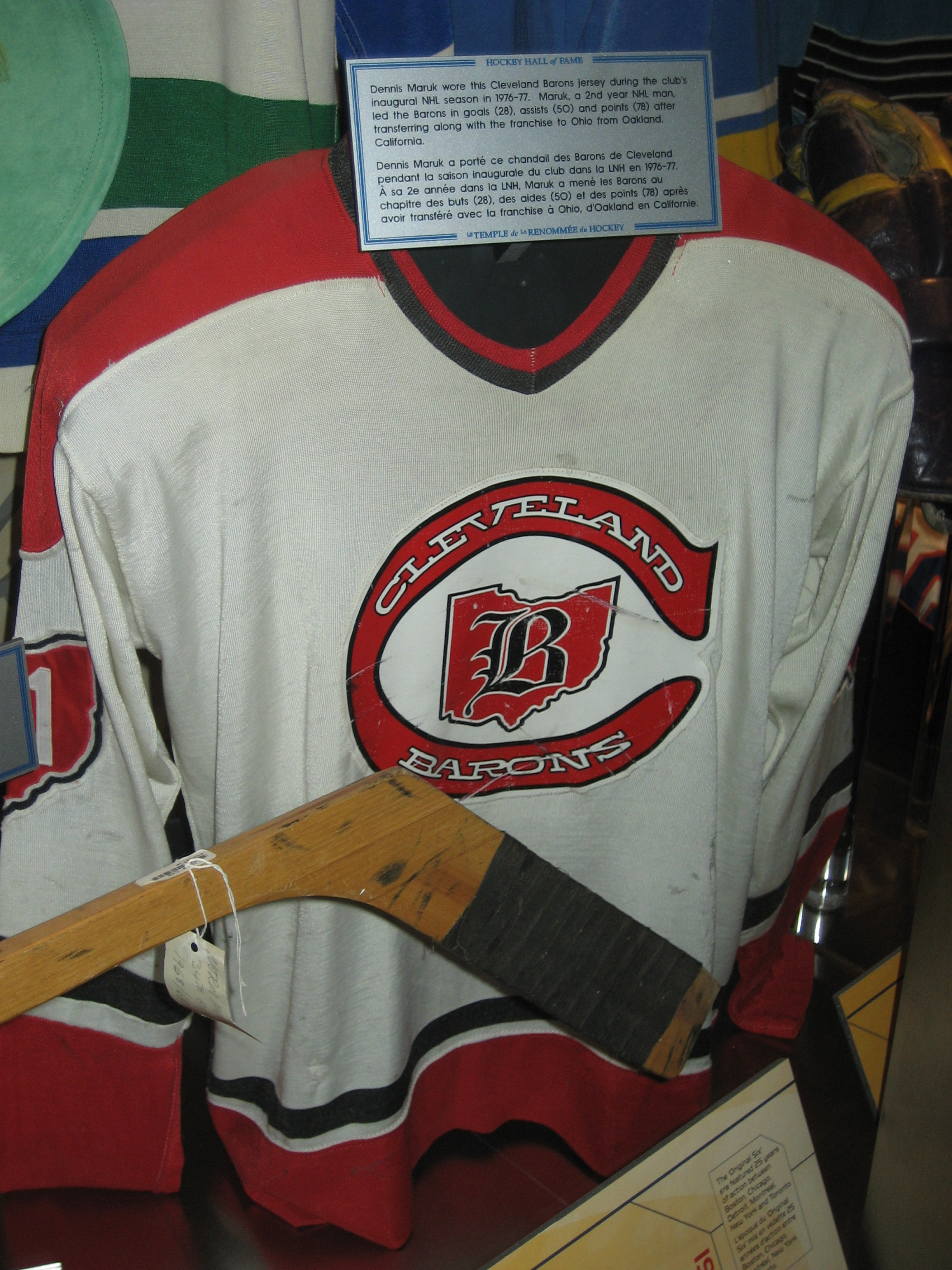
Equipación de los Cleveland Barons

Cleveland Barons fue un equipo profesional de hockey sobre hielo que existió desde 1976 hasta 1978 y estaba situado en Cleveland, Ohio (Estados Unidos). El club nació después de que California Golden Seals, franquicia de la National Hockey League, se trasladara a Cleveland.
La franquicia permanecieron en la NHL solo dos temporadas, hasta que entró en bancarrota y se vio obligada a fusionarse con Minnesota North Stars, otro club que en ese momento tenía problemas financieros.

## Historia
Después de que California Golden Seals tratara sin éxito de lograr un nuevo estadio en San Francisco, la National Hockey League dio permiso a sus propietarios para trasladar la franquicia a otra ciudad. El socio minoritario George Gund convenció al máximo accionista Melvin Swig para mudarse a su ciudad natal de Cleveland (Ohio), que hasta entonces no había tenido un equipo de hockey sobre hielo en la NHL. El nuevo club jugó a partir de la temporada 1976/77 y se llamó Cleveland Barons, en honor a un antiguo equipo de la American Hockey League que existió desde 1937 hasta 1973.
La liga aprobó el traslado el 14 de julio de 1976 pero la operación no se concretó hasta finales de agosto, por lo que los propietarios no tuvieron tiempo para promocionar el nuevo equipo. Aunque los Barons jugaron en Richfield Coliseum, en esas fechas el estadio más grande de la NHL con 18.500 espectadores, el estadio nunca superó la media entrada. En el primer partido de su historia el 7 de octubre de 1976 la asistencia fue de 8.900 personas, y a mediados de temporada el aforo fue incluso inferior al registrado en Oakland.
A mediados de su primera temporada, Cleveland Barons se encontraba en números rojos y no podía afrontar el alquiler del estadio. El propietario Melvin Swig sugirió que la franquicia no podría terminar la temporada, y sus mejores jugadores comenzaron a recibir ofertas de otros clubes. Para evitar la desaparición de un equipo a mitad de campaña como sucedía en la liga rival WHA, la NHL y la NHLPA concedieron un préstamo de emergencia de 1.3 millones de dólares. El club terminó último en su división con 25-42-13 (25 victorias, 42 derrotas y 13 empates) y Melvin vendió su participación a su hermano Gordon Swig.
La situación se intentó reconducir en la temporada 1977/78 con una mayor inversión y Cleveland logró una buena racha de victorias ante más de 10 000 espectdores de media. Sin embargo, las deudas volvieron a perjudicar al club, que en febrero perdió 15 partidos consecutivos y no se clasificó para los playoff, con un récord de 23-45-13 en la fase regular.
Al término de la temporada, la franquicia entró en bancarrota. Para evitar la desaparición de dos equipos por colapso económico, la NHL obligó la fusión de Minnesota North Stars y Cleveland Barons. El nuevo equipo mantendría el nombre y la localía en Minnesota, pero quedaría bajo el control administrativo de los propietarios de los Barons. La NHL no regresó a Ohio hasta finales de 2000, cuando otorgó una franquicia de expansión a Columbus Blue Jackets. Por otro lado, la denominación Cleveland Barons volvió a usarse para un equipo de la AHL, que existió desde 2001 hasta 2006 como equipo afiliado de San Jose Sharks.

## Estadio
Cleveland Barons jugó sus partidos como local en el Coliseum at Richfield, también conocido como Richfield Coliseum. El recinto fue construido en 1974 y su pista de hockey albergaba más de 18.500 espectadores, aunque la máxima entrada en un partido de los Barons fue de 13.000 y el campo nunca se llenó para un partido de la NHL.
El estadio fue multiusos, y anteriormente albergó a otro equipo de hockey, los Cleveland Crusaders de la WHA (1974 a 1976). También fue la cancha oficial de los Cleveland Cavaliers, un equipo de baloncesto de la NBA, desde 1974 hasta 1994. Richmond Coliseum cerró sus puertas en 1994 con la inauguración del Gund Arena, y fue demolido en 1999.